# Stazione di Montella
Stazione di Montella vasútállomás Olaszországban, Montella településen.

## Vasútvonalak
Az állomást az alábbi vasútvonalak érintik:
- Avellino–Rocchetta Sant’Antonio-vasútvonal

## Kapcsolódó állomások
A vasútállomáshoz az alábbi állomások vannak a legközelebb:
- Cassano Irpino railway halt